# Fundación Ideas para el Progreso
La Fundació IDEAS per al Progrés, també coneguda com a Fundació IDEAS, fou un institut de pensament polític o think tank espanyol que treballava entorn de les idees i propostes polítiques del Partit Socialista Obrer Español (PSOE). Es va crear el 2008 i va ser presidida inicialment per José Luis Rodríguez Zapatero i des d'abril de 2012 pel secretari general del PSOE, Alfredo Pérez Rubalcaba encara que el màxim responsable de la fundació era el seu vicepresident executiu, Jesús Caldera. Fins a gener de 2013 el seu director general era l'economista Carlos Mulas Granados. A l'octubre de 2013 es va anunciar el tancament de la fundació a partir de l'1 de gener de 2014 després d'esclatar el cas Amy Martin (l'escàndol pels articles encarregats i pagats a una falsa articulista que en realitat era la llavors esposa del director d'IDEAS).

## Origen i trajectòria
"IDEAS" és un acrònim les lletres del qual són les inicials d'Igualtat, Dret, Ecologia, Acció i Solidaritat, conceptes que són la referència de l'ideari socialdemòcrata d'aquest laboratori de pensament polític.
Després de la sortida de Jesús Caldera del Ministeri de Treball l'abril de 2008, es va anunciar que la seva nova tasca consistiria en crear, engegar i presidir una gran Fundació. Al juliol del mateix any, durant el XXXVII Congrés Federal del PSOE, el secretari general del PSOE i president del Govern d'Espanya, José Luis Rodríguez Zapatero, va anunciar el nom de la nova fundació.
Aquesta integra a la resta de fundacions del partit socialista, que adquireixen la figura d'instituts:
- Institut Pablo Iglesias: dissenya, impulsa i executa programes de cooperació internacional en l'àmbit de l'enfortiment institucional, especialment a Iberoamèrica i Àfrica.
- Institut Ramón Rubial: promou i defensa els drets dels espanyols en l'exterior i dels estrangers residents a Espanya.
- Institut Jaime Vera: s'encarrega de la formació dels seus quadres polítics, tant orgànics com a públics, en àrees de lideratge i comunicació política, i en àmbits com a economia, igualtat, política i drets socials.
- Consell Progresso Global: òrgan d'assessorament de la fundació per a qüestions de caràcter internacional, dirigit per Felipe González.

La Fundació IDEAS comptava amb un patronat constituït com a òrgan de govern i representació de la fundació. Aquest patronat està compost per: Alfredo Pérez Rubalcaba; Jesús Caldera; Carlos Mules Granados; Antonio Àvila Cano; José Blanco López; Purificació Causapié Lopesino; Xoan Manuel Cornide Pérez; Valeriano Gómez Sánchez; María González Veracruz; José Antonio Griñán Martínez; Sergio Gutiérrez Prieto; Antonio Hernando Vera; Ramón Jáuregui Atondo; Trinidad Jiménez García Herrera; Óscar López Águeda; Juan Fernando López Aguilar; Patxi López Álvarez; Hugo Morán Fernández; Cristina Narbona Ruiz; Ludolfo Paramio Rodrigo; Soraya Rodríguez Ramos; José Luis Rodríguez Zapatero; Inmaculada Rodríguez-Piñero Fernández; Lentxu Rubial Cadell; Rafael Simancas Simancas; Marisa Soleto Àvila; José Andrés Torres Mora; Mª Del Mar Villafranca Jiménez; Elena Valenciano; Gaspar Zarrías Arévalo.
Apart d'això, IDEAS treballava amb un òrgan assessor encarregat d'orientar el camí que ha de prendre la fundació en les seves línies prioritàries de recerca i actuació. Formen part d'aquest Comitè Científic: Pedro Alonso; Helen Caldicott; Torben Iversen; George Lakoff; Wolfgang Merkel; María Teresa Miras; Dominique Mollard; Loretta Napoleoni; Guillermo O´Donnell; Emilio Ontiveros; Philip Pettit; Joseph Stiglitz; Jeremy Rifkin; María Joao Rodrigues; Jeffrey Sachs; Nicholas Stern; André Sapir; Vandana Shiva; Aminata Traoré; Torsten Wiesel; Kemal Derviş; i Pippa Norris.

## Àrees de treball
La fundació actúaba com un laboratori d'idees, elaborant informes i documents de treball sobre les àrees:
- Economia i Sostenibilitat: ha desenvolupat informes sobre un nou model energètic per a Espanya, sobre impostos a les transaccions financeres, sobre la millora dels mercats financers, les prioritats econòmiques d'Europa, biocombustibles etc..
- Internacional i Cooperació: té estudis sobre el Tractat de Lisboa, sobre discriminació, sobre la creació d'un espai "ÀTILA" (Àrea Transatlàntica d'Integració per a la Llibertat Ampliada) etc
- Política, Ciutadania i Igualtat: amb documents sobre participació ciutadana, Socialdemocràcia, la nova agenda social etc